# We Like 2 Party
"We Like 2 Party" é uma canção do grupo sul-coreano Big Bang, contida em seu single A (2015) e em seu terceiro álbum de estúdio Made (2016). Composta por Teddy Park, Kush, G-Dragon e T.O.P e produzida por Teddy, Kush, Seo Won-jin e G-Dragon, a canção foi lançada em formato digital em 1 de junho de 2015 pela YG Entertainment.

## Antecedentes
Em 28 de maio de 2015, a YG Entertainment divulgou a primeira imagem teaser anunciando "We Like 2 Party" com data de lançamento para 1 de junho. Um dia depois, outra imagem foi divulgada trazendo informações sobre os responsáveis pela produção da canção. Mais tarde, "We Like 2 Party" foi considerada imprópria para ser transmitida na emissora KBS, que alegou o uso de linguagem imprópria e menção a nome de marcas.

## Vídeo musical
O vídeo de "We Like 2 Party" foi filmado na ilha coreana de Jeju em 19 de maio de 2015. Ele contém imagens gravadas pelos próprios membros, mostrando um lado mais despreocupado e brincalhão do grupo. Foi revelado ainda, que os membros consumiram bebida alcoólica durante suas filmagens, a fim de trazer uma sensação de naturalidade ao vídeo musical. Seu foco principal foi o de mostrar "uma imagem mais confortável do Big Bang em vez de um Big Bang mais ponderado". Mostrando um lado despreocupado do quinteto que está tocando, festejando e bebendo álcool em suas cenas, ao contrário de seus vídeos anteriores, conhecidos por conter uma imagem mais poderosa. O vídeo musical de "We Like 2 Party" recebeu análises positivas, Jeff Benjamin da Billboard, descreve que o grupo mostra o seu lado brincalhão e sua forte amizade filmando a si mesmo. Para Samantha Marie Lifson do website KpopStarz, o vídeo musical de "We Like 2 Party" é "improvisado, ridículo, e que facilmente nos deixa em clima de festa".
Lançado em 4 de junho de 2015, tornou-se o terceiro vídeo musical de K-pop mais visto na América e ao redor do mundo no referido mês, além disso, foi eleito um dos melhores vídeos musicais do período.

## Desempenho nas paradas musicais
Na Coreia do Sul, "We Like 2 Party" alcançou o pico de número três na Gaon Digital Chart e de número dois na Gaon Download Chart com vendas totais de 278,367 mil downloads digitais, em sua primeira semana de lançamento. Movendo-se para a posição de número quatro, em ambas as paradas musicais na semana seguinte. A canção tornou-se posteriormente, a segunda mais vendida do mês de junho de 2015 no país, atrás apenas de "Bang Bang Bang", outro single do grupo. Em Taiwan "We Like 2 Party" foi eleita a nona canção coreana mais popular do ano, através do serviço de música KKBox. Nos Estados Unidos, atingiu a segunda colocação na Billboard World Digital Songs com vendas de sete mil cópias em sua primeira semana de vendas.
| Paradas (2015)                                 | Melhor posição |
| ---------------------------------------------- | -------------- |
| Coreia do Sul (Gaon Weekly Digital Chart)      | 3              |
| Coreia do Sul (Gaon Monthly Digital Chart)     | 4              |
| Coreia do Sul (Gaon Weekly Download Chart)     | 2              |
| Coreia do Sul (Gaon Weekly Streaming Chart)    | 4              |
| Estados Unidos (Billboard World Digital Songs) | 2              |
| Japão (Billboard Japan Hot 100)                | 27             |

| País           | Parada                        | Vendas  |
| -------------- | ----------------------------- | ------- |
| Coreia do Sul  | Gaon Download Chart (2015)    | 972,950 |
| Estados Unidos | Billboard World Digital Songs | 7,000   |
| China          | Kugou                         | 699,745 |

| Paradas (2015)                                 | Posição |
| ---------------------------------------------- | ------- |
| Coreia do Sul (Gaon Yearly Digital Chart)      | 43      |
| Estados Unidos (Billboard World Digital Songs) | 19      |

## Histórico de lançamento
| Região        | Data                | Formato             | Gravadora        |
| ------------- | ------------------- | ------------------- | ---------------- |
| Coreia do Sul | 1 de junho de 2015  | CD download digital | YG Entertainment |
| Mundo         | 1 de junho de 2015  | CD download digital | YG Entertainment |
| Japão         | 17 de junho de 2015 | CD download digital | YGEX             |